# Szczurowa (gmina)
Szczurowa est une gmina rurale du powiat de Brzesko, Petite-Pologne, dans le sud de la Pologne. Son siège est le village de Szczurowa, qui se situe environ 17 km au nord de Brzesko et 52 km à l'est de la capitale régionale Cracovie.
La gmina couvre une superficie de 134,64 km2 pour une population de 9 846 habitants.

## Géographie
La gmina inclut les villages de Barczków, Dąbrówka Morska, Dołęga, Górka, Kopacze Wielkie, Księże Kopacze, Kwików, Niedzieliska, Pojawie, Popędzyna, Rajsko, Rudy-Rysie, Rylowa, Rząchowa, Strzelce Małe, Strzelce Wielkie, Szczurowa, Uście Solne, Wola Przemykowska, Wrzępia et Zaborów.
La gmina borde les gminy de Bochnia, Borzęcin, Brzesko, Drwinia, Koszyce, Radłów, Rzezawa et Wietrzychowice.